# 유학소녀
《유학소녀》(UHSN, 留學少女)는 엠넷에서 2019년 5월 23일부터 2019년 7월 11일까지 매주 목요일 오후 11시에 방영된 프로그램이다.

## 개요
10개국에서 온 소녀들이 4주간의 합숙 생활을 하면서 한류와 관련된 다양한 과제를 수행하는 유학 버라이어티이다.

## 제작 과정
2019년 2월 13일, 엠넷의 공식 SNS을 통해서 유학소녀 지원에 대해서 한국어를 포함해서 총 10개 언어로 게재되었으며 한국 시간 기준으로 2월 22일 오후 11시 59분까지 신청을 받았다. 참가 조건은 한국 국적을 제외하고 2004년 3월 이전의 외국인(한국 체류 인원도 가능)으로 신청할 수 있으며 1인으로만 신청을 할 수가 있다. 그러던 중, 3월 28일에 AKB48의 멤버인 치바 에리이가 국내를 방문하였으며 4월에 기사화가 되면서 본 방송의 출연을 공식적으로 알렸다. 4월 19일에는 해당 방송의 첫 티저가 공개됐다. 4월 23일에 첫 번째 멤버로 리수가 SNS 및 유튜브, 네이버 TV를 통해서 공개됐으며 5월 23일부터 방영됨을 알렸다. 이어서 블라다, 나다, 올린, 마인, 마리아, 디시, 치바 에리이, 리비아, 루나가 5월 4일까지 순차적으로 공개됐다.

## 출연자

### 유학소녀
출연자의 나이는 첫 방송일인 2019년 5월 23일을 기준으로 한다.
| 국가       | 이름           | 본명                                                                                               | 별명                 | 생년월일과 출생지                              | 비고                                                                                        |
| ---------- | -------------- | -------------------------------------------------------------------------------------------------- | -------------------- | ---------------------------------------------- | ------------------------------------------------------------------------------------------- |
| 에스토니아 | 리수 (Liisu)   | 엘리자벳 리수 세레니우스 (스웨덴어: Elisabet Liisu Cerenius 엘리사베트 리수 세레니우스[*])         | 리틀마이 (Little My) | 2003년 1월 16일(16세) 스웨덴 스코네주 에슬뢰브 | 댄스 스튜디오 ‘Artitude 69’ 소속 스웨덴인 아버지와 에스토니아인 어머니 사이에서 출생        |
| 스웨덴     | 리수 (Liisu)   | 엘리자벳 리수 세레니우스 (스웨덴어: Elisabet Liisu Cerenius 엘리사베트 리수 세레니우스[*])         | 리틀마이 (Little My) | 2003년 1월 16일(16세) 스웨덴 스코네주 에슬뢰브 | 댄스 스튜디오 ‘Artitude 69’ 소속 스웨덴인 아버지와 에스토니아인 어머니 사이에서 출생        |
| 우크라이나 | 블라다 (Vlada) | 블라다 시모넨코 (영어: Vlada Simonenko, 우크라이나어: Влада Симоненко 울라다 시모넨코[*])          | 블라디 (Bladii)      | 2001년 12월 3일(17세) 우크라이나 키이우        |                                                                                             |
| 이집트     | 나다 (Nada)    | 나다 아슈라프 (영어: Nada Ashraf, 아랍어: ندى اشرف)                                                | Noury, Jenney        | 1999년 7월 30일(19세) 이집트                   |                                                                                             |
| 노르웨이   | 올린 (Oline)   | 올린 티폰 틸러 (노르웨이어: Oline Tyfon Tiller 올리네 튀폰 틸레르[*])                              | 백마탄 왕자님        | 2000년 9월 16일(18세) 노르웨이 트론헤임        | 아버지가 칼 프로데 틸레르 (Carl Frode Tiller) 댄스팀 ‘Catch’의 멤버 댄스팀 ‘Unlimited’ 리더 |
| 태국       | 마인 (Mind)    | 니차다 폰파둥자런 (영어: Nichada Phonpadungjaroen, 태국어: ณิชาดา ผลผดุงเจริญ 니차다 프라파둥체린[*]) | 마인 (Mind)          | 1998년 9월 20일(20세) 태국                     |                                                                                             |
| 미국       | 마리아 (Maria) | 마리아 엘리자베스 리스 (영어: Maria Elizabeth Leise 마리아 엘리자베스 리즈[*])                     | 마리, 리아           | 2000년 9월 21일(18세) 미국 코네티컷주          | 《너의 목소리가 보여 시즌 6》 출연                                                          |
| 러시아     | 디아나 (Diana) | 디아나 시스카 (영어: Diana Shishka, 러시아어: Диана Шишка 디아나 시시카[*])                        | 디시 (Deesee)        | 1997년 8월 16일(21세) 러시아 옴스크            | ‘LUMINNANCE’ 커버 댄스팀 리더                                                               |
| 일본       | 에리이 (Erii)  | 치바 에리이(영어: Chiba Erii, 일본어: 千葉恵里 지바 에리이[*]) (AKB48)                             | 에리이 (Erii)        | 2003년 10월 27일(15세) 일본 가나가와현         | 《PRODUCE 48》 출연                                                                         |
| 스웨덴     | 리비아 (Livia) | 리비아 미들턴 (스웨덴어: Livia Middleton)                                                          | 엄마, 비비           | 1997년 10월 17일(21세) 스웨덴                  | 댄스팀 ‘KOLOUR’ 리더 백인 어머니와 흑인 아버지 사이에서 출생                                |
| 폴란드     | 루나 (Luna)    | 루나 메자 (폴란드어: Luna Mędza 루나 멩자[*])                                                      | 루나 (Luna)          | 2002년 8월 12일(16세) 폴란드 바르샤바          |                                                                                             |

### 스토리텔러
- 민현 (뉴이스트)[8]
- JR (뉴이스트)[8]

### 그 외
- 안무 선생님 : 박준희 안무가
- 보컬 선생님 : 김현민
- 스페셜 선생님 : 하성운 (핫샷)
- 스페셜 선생님 : 유재환
- 메이크업 선생님 : 함경식
- 오디션 심사위원(야마앤핫칙스) : 배윤정
- 오디션 심사위원(야마앤핫칙스) : 전홍복 단장
- 오디션 심사위원(스타쉽) : 김성은 본부장
- 오디션 심사위원(스타쉽)  : 오윤진 과장
- 오디션 심사위원(스타쉽)  : 박철현 팀장
- 오디션 심사위원(스타쉽)  : 은서(우주소녀)
- 오디션 심사위원(스타쉽)  : 설아(우주소녀)
- 오디션 심사위원(스타쉽)  : 연정(우주소녀)
- 프로듀서 : 라이언 전

### 특별 출연
- 몬스타엑스[주 2]
- 방탄소년단[주 3]

첫 번째 과제 리액션캠
- JBJ95
- 다이아
- 카드
- 모모랜드
- 펜타곤

## 방영 목록
최저 시청률과 최고 시청률은 시청률 조사회사와 지역별로 시청률에 차이가 있을 수 있습니다.
| 회차   | 날짜     | 부제                         | 시청률 |
| ------ | -------- | ---------------------------- | ------ |
| 1화    | 5월 23일 | 오늘부터 우리는 (여자친구)   | 0.5%   |
| 2화    | 5월 30일 | 다시 만난 세계 (소녀시대)    | 0.3%   |
| 3화    | 6월 6일  | YES or YES (트와이스)        | 0.4%   |
| 4화    | 6월 13일 | Wanna Be (워너원)            | 0.5%   |
| 5화    | 6월 20일 | 나로 말할 것 같으면 (마마무) | 0.4%   |
| 6화    | 6월 27일 | 하루만 (방탄소년단)          | 0.2%   |
| 7화    | 7월 4일  | Dream Girls (아이오아이)     | 0.4%   |
| 8화    | 7월 11일 | 다시 만나 (약속)             | 0.4%   |
| 스페셜 | 7월 18일 | 팝시클 (POPSICLE) (유학소녀) |        |

## 유학 과제 및 클래스
유학 소녀들은 숙박 기간동안 과제를 진행하게 된다.

### 첫 번째: 안무 창작
기존의 노래에서 안무를 창작해서 안무 영상을 촬영하는 과제이다. 2화 방영분(2019년 5월 30일)에 해당된다.
| 팀명        | 구성원                                      | 사용 노래                       | 안무 영상 촬영지 | 영상 링크           |
| ----------- | ------------------------------------------- | ------------------------------- | ---------------- | ------------------- |
| 큐트 팀     | 리수, 치바 에리이, 마인, 루나, 나다, 블라다 | Dance The Night Away (트와이스) | 여의도 공원      | 네이버 TV 카카오 TV |
| 걸크러시 팀 | 올린, 리비아, 디시, 마리아                  | 달라달라 (ITZY)                 | 런드리 피자      | 네이버 TV 카카오 TV |

### 스페셜 클래스
- 3화(2019년 6월 6일) 방영분에서는 스페셜 클래스가 행해졌다.

| 클래스               | 선생님 | 멤버                               |
| -------------------- | ------ | ---------------------------------- |
| 고음 스페셜 클래스   | 하성운 | 마인, 마리아, 에리이, 리비아, 루나 |
| 한국어 스페셜 클래스 | 유재환 | 리수, 블라다, 디시, 올린, 나다     |

### 보컬 클래스
- 4화(2019년 6월 13일)에 해당된다.

보컬 클래스를 통해서 볼빨간사춘기의 〈여행〉을 가창했다.
| 원곡               | 영상                |
| ------------------ | ------------------- |
| 여행(볼빨간사춘기) | 네이버 TV 카카오 TV |

### 컬처 투어
| 지역 | 멤버                 | 방문 장소                                              |
| ---- | -------------------- | ------------------------------------------------------ |
| 부산 | 디시, 마리아, 블라다 | 감천문화마을 → 해동용궁사 → 광안리해수욕장 근처 음식점 |
| 담양 | 나다, 루나, 마인     | 행담도휴게소 → 죽녹원 →                                |
| 광주 | 나다, 루나, 마인     | 택시운전사 관련 전시관 → 1913 송정역 시장              |
| 경주 | 리수, 리비아, 올린   | 한국대중음악박물관 → 대릉원 → 양동마을                 |

### 음원 발매
2019년 6월 27일의 6화 방영분을 통해서 맛보기 영상이 공개됐으며 2019년 7월 4일 낮 12시 발매를 알렸다.
2019년 7월 4일 방영분에서는 음원의 제작 과정과 뮤직 비디오의 제작 과정이 전파를 탔으며 7월 11일 방영분을 통해서 뮤직 비디오가 첫 공개됐다.
| 리드 보컬 | 마리아, 리비아, 올린, 블라다   |
| 서브 보컬 | 리수, 루나, 디시, 마인, 에리이 |
| 랩        | 나다                           |

## 팝시클
〈팝시클〉은 유학소녀의 노래이며 2019년 7월 4일에 발매됐다.
| #            | 제목                          | 작사         | 작곡                                                               | 재생 시간 |
| ------------ | ----------------------------- | ------------ | ------------------------------------------------------------------ | --------- |
| 1.           | 〈팝시클 (POPSICLE)〉         | danb         | David Amber, Erin Bowman, 라이언 전 (편곡: David Amber, 라이언 전) | 3:26      |
| 2.           | 〈팝시클 (POPSICLE)〉 (Inst.) |              | David Amber, Erin Bowman, 라이언 전 (편곡: David Amber, 라이언 전) | 3:26      |
| 총 재생 시간 | 총 재생 시간                  | 총 재생 시간 | 총 재생 시간                                                       | 6:52      |

### 내용주
1. ↑  1화부터 6화까지는 반주곡, 음원이 발매된 후인 7화, 8화는 유학소녀가 가창한 음원이 삽입됐다.
2. ↑  몬스타엑스 콘서트장 방문을 통해서 출연
3. ↑  《엠카운트다운》의 사전 녹화를 했지만 무대에 등장했다.
4. ↑  해당 방영분에서 여자친구의 ‘오늘부터 우리는’의 BGM이 흘러나가는 중에 출력된 자막에는 소녀시대의 ‘다시 만난 세계’라는 제목으로 소개되어 있다.
5. ↑  PRODUCE 48 경연곡. 구성원은 왕이런, 박해윤, 강혜원, 미야와키 사쿠라, 타케우치 미유.
6. ↑  EXID의 ‘LIE’의 안무 영상, 아이오아이의 ‘너무너무너무’ 뮤직 비디오의 촬영지이다.
7. ↑  치바 에리이는 일본 스케줄로 인해서 불참
8. ↑  대략 28일 새벽 12시 30분쯤

### 참조주
1. ↑  윤효정 (2019년 3월 20일). “[단독] K팝 유학온 외국인 소녀들…Mnet '유학소녀' 론칭”. 뉴스1. 2019년 4월 23일에 확인함.
2. 1 2  Mnet(엠넷) (2019년 2월 13일). “유학소녀”. 《페이스북》 (한국어, 영어, 중국어, 일본어, 스페인어, 독일어, 프랑스어, 태국어, 베트남어, 러시아어). 2019년 4월 23일에 확인함.
3. ↑  이상철 (2019년 4월 9일). “AKB48 치바 에리이, Mnet '유학소녀' 출격...'일본에서 첫 촬영 합숙 시작?'”. 《빅데이터뉴스》. 2019년 4월 23일에 확인함.[깨진 링크(과거 내용 찾기)]
4. ↑  김은지 (2019년 4월 19일). “AKB48 치바 에리이 등장, 엠넷 '유학소녀' 외국인 소녀 10인 티저”. 《뉴스컬처》. 2019년 4월 23일에 확인함.[깨진 링크(과거 내용 찾기)]
5. 1 2  유학소녀 (2019년 4월). 《[유학소녀] 리수(LISU)가 5월 23일 (목) 밤 11시 여러분을 찾아옵니다》. 《네이버 TV》 (엠넷). 그 외 재생목록 내의 모든 동영상.
6. ↑  노르웨이어 발음은 ‘올리네’이며, 영어식 발음인 ‘올린’을 사용한 것으로 보인다. 방송에서 가족끼리 ‘올리네’라고 불리는 모습을 볼 수 있다.
7. ↑  본명인 디아나 시스카의 앞글자를 딴 별명이다.
8. 1 2  김주원 (2019년 5월 23일). “뉴이스트 JR·민현, Mnet '유학소녀' 스토리텔러 출격..'꿀 보이스' 조합”. 《서울경제》. 2019년 5월 23일에 확인함.